# Julio Rojas Sarmiento
Julio Rojas Sarmiento (1987) es un economista y banquero colombiano, miembro del Banco de Bogotá.
Tiene estudios en Harvard Business School y en la Universidad de Princeton.
Desde el 30 de julio de 2020, ocupa el cargo de Vicepresidente Ejecutivo del Banco de Bogotá, el más antiguo de Colombia, propiedad del Grupo Aval. Trabajó en el sector informático y de innovación del Banco de Bogotá, antes de ocupar la vicepresidencia.
Es nieto del banquero Luis Carlos Sarmiento y bisnieto del expresidente Gustavo Rojas Pinilla.

## Familia
Julio es hijo de Julio Eduardo Rojas Ramírez a su vez hijo de Gustavo Emilio Rojas Correa, hijo mayor del militar, político y expresidente de facto de Colombia, Gustavo Rojas Pinilla, quien tomó el poder en 1953, hasta 1957, cuando se vio obligado a renunciar. 
Es sobrino nieto de Carlos Rojas Correa, hijo menor del expresidente, y de María Eugenia Rojas, la única hija de Rojas Pinilla, quien fue candidata a la presidencia por la ANAPO (partido fundado por el general Rojas), y senadora de Colombia. Los hijos de María Eugenia, Samuel e Iván Moreno, son primos de Julio. Samuel fue alcalde de Bogotá y senador por la ANAPO, e Iván, senador.
Así mismo Julio es nieto materno del banquero Luis Carlos Sarmiento, dueño del Grupo Aval, al que pertenece el Banco de Bogotá, y el mayor prestamista del estado colombiano en la actualidad.